# PTTG1
La securina (PTTG1 o transformante tumoral de pituitaria 1) es una proteína codificada en humanos por el gen PTTG1.
La proteína PTTG1 es un homólogo de una proteína denominada securina de levaduras, que evita la acción de las separinas al promover la separación de las cromátidas hermanas. Es un sustrato del complejo promotor de la anafase (APC) que se asocia con una separina hasta que se produce la activación del APC. Esta proteína tiene actividad transformante in vitro y actividad tumorigénica in vivo, y su gen presenta elevados niveles de expresión en diversos tumores. PTTG1 contiene dos motivos PXXP, que son necesarios para llevar a cabo sus actividades transformantes y tumorigénicas, así como para su estimulación de la expresión de factor de crecimiento de fibroblastos. También contiene una "caja de destrucción" (D box) que es requerida para su degradación por APC. La región ácida del extremo C-terminal puede actuar como un dominio de transactivación. Este producto génico es principalmente una proteína citosólica, aunque se localiza parcialmente en el núcleo celular.

## Interacciones
La proteína PTTG1 ha demostrado ser capaz de interaccionar con:
- RPS10[4]
- PTTG1IP[5]
- DNAJA1[4]
- Ku70[6]
- p53[7]